# 1170-е годы до н. э.
1170-е (ты́сяча сто семидеся́тые) го́ды до на́шей э́ры по пролептическому юлианскому календарю — промежуток времени с 1 января 1179 года до н. э. по 31 декабря 1170 года до н. э., включающий с 1179 по 1171 годы 3-го десятилетия  и 1170 год 4-го десятилетия XII века 2-го тысячелетия до н. э. Им предшествовали 1180-е годы до н. э., за ними следовали 1160-е годы до н. э. Они закончились 3195 лет назад.

## События
- 16 апреля 1178 год до н. э. — произошло солнечное затмение. Возможно это ознаменовало возвращение Одиссея, легендарного царя Итаки, в своё царство после Троянской Войны. Он обнаруживает группу конкурирующих женихов, стремящихся жениться на его жене Пенелопе, которую они считали вдовой, для того, чтобы стать преемниками его трона. Он организует их убийства и восстанавливает свою власть. Дата предположена, от похода в Одиссее Гомера, которая гласит: «и на солнце небесное, вижу я, всходит Страшная тень, и под ней вся земля покрывается мраком». Это происходит во время новой луны и в полдень, как необходимыми предпосылками для полного солнечного затмения.[1] В 2008 году в целях исследования, профессор Марсело Освальдо Магнаско, астроном из Рокфеллеровского университета и Константино Байкоузис, из Астрономической Обсерватории Ла-Плата в Аргентине, занимались поисками большего числа доказательств. В тексте они интерпретировали три окончательных астрономических события: появление новой луны в день убывания (что требуется для солнечного затмения); И за шесть дней до этого Венеру было видно высоко в небе, а до этого созвездия Плеяды и Волопас можно было увидеть на закате 29 днями ранее. Так как эти события повторяются через различные промежутки времени, эта последовательность должна отличаться: профессора обнаружили только лишь один случай этой последовательности во время поиска между 1250 и 1115 до н. э., 135 лет по предполагаемой дате падения Трои. Это совпадает с затмением 16 апреля 1178 года до н. э.
- 1180—1178 до н. э. — Крах Империи Хеттов. Их столица, Хаттуса, падёт примерно или после 1180 года до н. э.